# Andronico Paleologo (despota di Tessalonica)
Andronico Paleologo (in greco Ανδρόνικος Παλαιολόγος?; Monembasia, 1400 – Tessalonica, 4 marzo 1429) fu despota di Tessalonica dal 1408 al 1423.

## Biografia
Era figlio dell'imperatore bizantino Manuele II Paleologo e di sua moglie Elena Dragaš, nacque nel 1400 a Monembasia, in Morea, dove Elena sì trovava fintanto che Costantinopoli era sotto assedio. Suo nonno materno era il principe serbo Costantino Dragaš. I suoi fratelli erano gli Imperatori bizantini: Giovanni VIII Paleologo e Costantino XI Paleologo, così come Teodoro II Paleologo, Demetrio Paleologo e Tommaso Paleologo, che erano despoti della Morea.
Nei primissimi anni della vita di Andronico contrasse elephantiasis graecorum, egli fu molto fortunato visto che sopravvisse alla malattia. Ma Andronico anche se non era morto per l'elephantiasis graecorum, rimase debole per tutta la vita, continuando a peggiorare. Quando aveva soltanto a otto anni il padre, Manuele II Paleologo, lo nominò despota di Tessalonica, visto che il cugino Giovanni VII Paleologo, che aveva l'incarico prima di lui era morto nel 1408.
Quando nel 1421 il fratello Giovanni VIII Paleologo fu nominato coimperatore dal padre Manuele II Paleologo, l'impero bizantino era entrato in conflitto con l'impero ottomano, e per questo tra il 1422 e il 1423 gli ottomani assediarono Costantinopoli e Tessalonica. Sotto assedio Andronico perse le speranze di vittoria contro gli ottomani e perciò iniziò trattative diplomatiche perché la città fosse annessa alla repubblica di Venezia, visto che Andronico pensava che i veneziani avrebbero potuto proteggere la seconda città più grande dell'impero bizantino. In quel momento Andronico non pensò al proprio orgoglio di bizantino, ma pensò agli abitanti di Tessalonica che sarebbero stati massacrati dagli ottomani se questi ultimi fossero entrati in città, e per questo pensò che fosse meglio cedere la città ai veneziani. Dopo lunghe trattative, la città fu venduta per 50000 ducati. Le truppe veneziane entrarono nella città il 14 settembre 1423, contro i desideri della popolazione, ma Andronico l'aveva fatto per il loro bene. Andronico senza volerlo aveva contribuito allo scoppio del primo di una serie di guerre fra la repubblica di Venezia e l'impero ottomano. Gli ottomani conquistarono Tessalonica nel 1430.
Andronico, preso l'abito monacale e cambiato il nome in Acacio, entrò nel monastero dell'Onnipotente. Morì nello stesso monastero il 4 marzo 1429 a causa dell'elephantiasis graecorum, che provò definitivamente un corpo segnato da una salute già cagionevole. Le spoglie di Andronico furono sepolte nel monastero dell'Onnipotente. Probabilmente Andronico ebbe, da una donna di cui si ignora il nome, un figlio naturale a nome Giovanni.

## Ascendenza
|                      |              |                           | Genitori                  |  |  | Nonni |  |  | Bisnonni                |  |  | Trisnonni            |  |
|                      |              |                           |                           |  |  |       |  |  | Andronico III Paleologo |  |  | Michele IX Paleologo |  |
|                      |              |                           |                           |  |  |       |  |  | Andronico III Paleologo |  |  | Michele IX Paleologo |  |
|                      |              | Rita d'Armenia            |                           |  |  |       |  |  | Andronico III Paleologo |  |  |                      |  |
| Giovanni V Paleologo |              |                           |                           |  |  |       |  |  | Andronico III Paleologo |  |  |                      |  |
|                      |              | Anna di Savoia            | Amedeo V di Savoia        |  |  |       |  |  |                         |  |  |                      |  |
|                      |              | Anna di Savoia            | Amedeo V di Savoia        |  |  |       |  |  |                         |  |  |                      |  |
|                      |              | Anna di Savoia            | Maria di Brabante         |  |  |       |  |  |                         |  |  |                      |  |
| Manuele II Paleologo |              | Anna di Savoia            |                           |  |  |       |  |  |                         |  |  |                      |  |
|                      |              | Giovanni VI Cantacuzeno   | Michele Cantacuzeno       |  |  |       |  |  |                         |  |  |                      |  |
|                      |              | Giovanni VI Cantacuzeno   | Michele Cantacuzeno       |  |  |       |  |  |                         |  |  |                      |  |
|                      |              | Giovanni VI Cantacuzeno   | Angela Cantacuzena        |  |  |       |  |  |                         |  |  |                      |  |
| Elena Cantacuzena    |              | Giovanni VI Cantacuzeno   |                           |  |  |       |  |  |                         |  |  |                      |  |
|                      |              | Irene Asanina             | Andronikos Asen           |  |  |       |  |  |                         |  |  |                      |  |
|                      |              | Irene Asanina             | Andronikos Asen           |  |  |       |  |  |                         |  |  |                      |  |
|                      |              | Irene Asanina             | Tarchaneiotissa           |  |  |       |  |  |                         |  |  |                      |  |
| Andronico Paleologo  |              | Irene Asanina             |                           |  |  |       |  |  |                         |  |  |                      |  |
|                      | Dejan Dragaš | Dragimir                  |                           |  |  |       |  |  |                         |  |  |                      |  |
|                      | Dejan Dragaš | Dragimir                  |                           |  |  |       |  |  |                         |  |  |                      |  |
|                      | Dejan Dragaš | …                         |                           |  |  |       |  |  |                         |  |  |                      |  |
| Costantino Dragaš    | Dejan Dragaš |                           |                           |  |  |       |  |  |                         |  |  |                      |  |
|                      |              | Teodora di Serbia         | Stefano Uroš III Dečanski |  |  |       |  |  |                         |  |  |                      |  |
|                      |              | Teodora di Serbia         | Stefano Uroš III Dečanski |  |  |       |  |  |                         |  |  |                      |  |
|                      |              | Teodora di Serbia         | Teodora di Bulgaria       |  |  |       |  |  |                         |  |  |                      |  |
| Elena Dragaš         |              | Teodora di Serbia         |                           |  |  |       |  |  |                         |  |  |                      |  |
|                      |              | Alessio III di Trebisonda | Basilio di Trebisonda     |  |  |       |  |  |                         |  |  |                      |  |
|                      |              | Alessio III di Trebisonda | Basilio di Trebisonda     |  |  |       |  |  |                         |  |  |                      |  |
|                      |              | Alessio III di Trebisonda | Irene di Trebisonda       |  |  |       |  |  |                         |  |  |                      |  |
| Eudocia Comnena      |              | Alessio III di Trebisonda |                           |  |  |       |  |  |                         |  |  |                      |  |
|                      |              | Teodora Cantacuzena       | Niceforo Cantacuzeno      |  |  |       |  |  |                         |  |  |                      |  |
|                      |              | Teodora Cantacuzena       | Niceforo Cantacuzeno      |  |  |       |  |  |                         |  |  |                      |  |
|                      |              | Teodora Cantacuzena       | …                         |  |  |       |  |  |                         |  |  |                      |  |
|                      |              | Teodora Cantacuzena       |                           |  |  |       |  |  |                         |  |  |                      |  |